# Antonov An-32
Antonov An-32 (tên ký hiệu của NATO: "Cline") là một máy bay vận tải quân sự hai động cơ.

## Thiết kế và phát triển
An-32 về cơ bản là An-26 được trang bị động cơ mới, khách hàng đầu tiên là Không quân Ấn Độ đã đặt hàng loại máy bay này một phần vì duy trì mối quan hệ tốt giữa người đứng đầu Liên Xô Leonid Brezhnev và người đứng đầu Ấn Độ là Indira Gandhi. An-32 được thiết kế để bay trong bất kỳ thời tiết nào, kể cả thời tiết xấu nhất, nó có thiết kế tốt hơn so với tiêu chuẩn của An-26. Với động cơ đặt cao trên cánh cho phép đường kính cánh quạt lớn, An-32 được trang bị hai động cơ phản lực cánh quạt AI-20 công suất 5100 hp, gần như mạnh gấp đôi so với động cơ AI-24 của An-26. An-32 vì vậy có những đặc trưng cất hạ cánh ưu việt dưới những điều kiện nhiệt đới và miền núi (trên độ cao lớn), nơi không khí nóng hay không khí lõng hạn chế công suất của động cơ. Giá của An-32 vào năm 2000 là 6-9 triệu USD.

## Các phiên bản
- An-32: Máy bay vận tải hai động cơ.
- An-32B: Phiên bản cải tiến.
- An-32P Firekiller: Phiên bản cứu hỏa.
- An-32B-100 - Phiên bản nâng cấp động cơ với hệ thống cánh quạt 6 lưỡi.
- An-32V-200 - Phiên bản nâng cấp động cơ với hệ thống cánh quạt 6 lưỡi.
- An-32M - Trang bị động cơ Pratt & Whitney Canada PW150A.

## Các quốc gia sử dụng

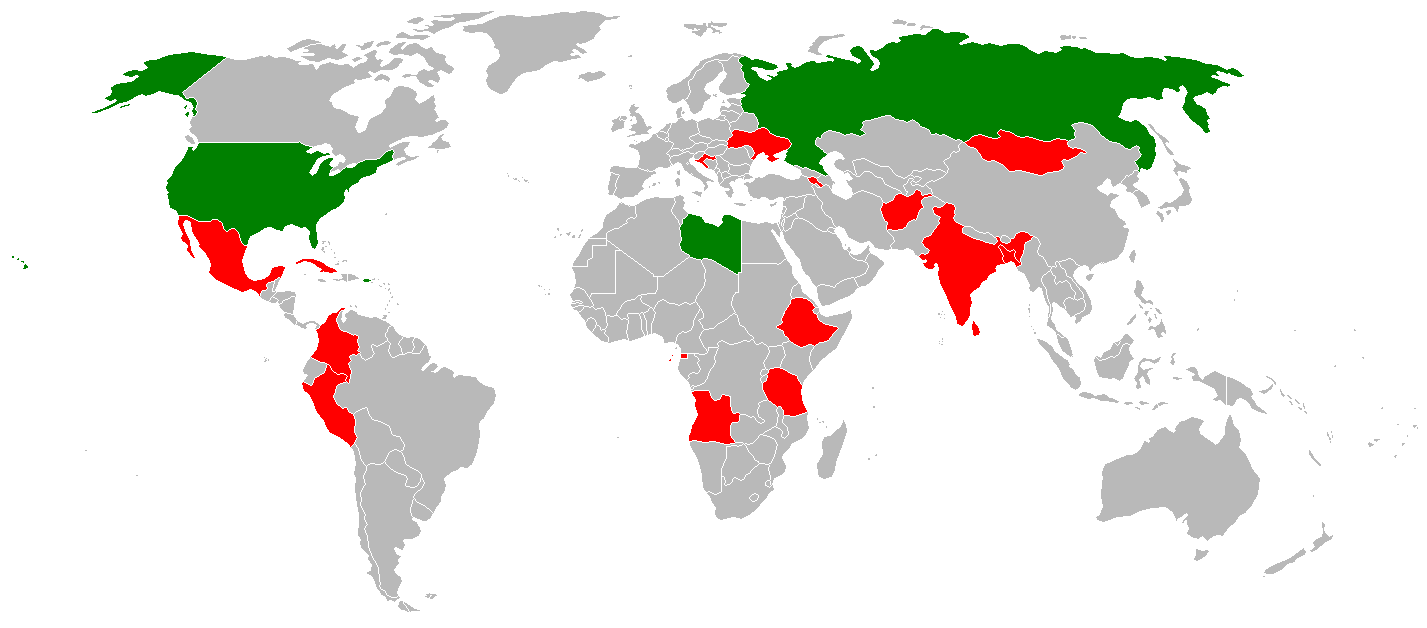
Các quốc gia sử dụng An-32 (dân sự màu xanh lá cây)

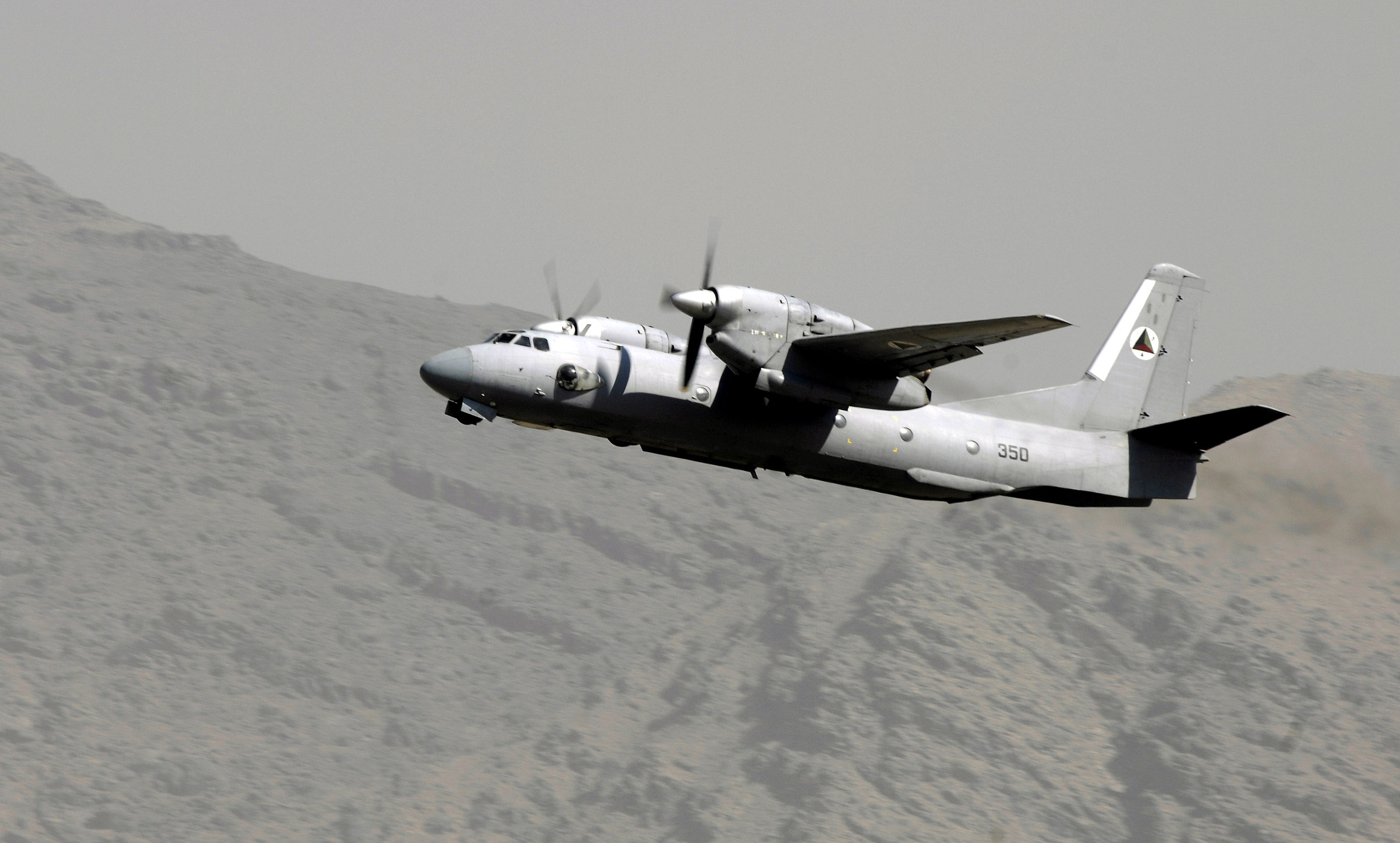
Antonov An-32 của Không quân Afghan

### Quân sự
An-32 hiện vẫn đang hoạt động trong lực lượng không quân một số quốc gia. Hiện nay hơn 240 chiếc vẫn đang hoạt động trên toàn thế giới. Hầu hết các quốc gia có điều kiện thời tiết xấu thường đặt mua An-32.
- Afghanistan: Ít nhất 6 được chuyển giao cho Không quân Afghan từ năm 1987. 3 chiếc hiện vẫn đang hoạt động[2]. Không lực Afghan đã nhận 4 chiếc An-32 nữa vào đầu năm 2008 nâng tổng số lên 7 chiếc An-32.
- Angola
- Armenia
- Bangladesh
- Colombia
- Bờ Biển Ngà
- Croatia 2 đơn vị sử dụng, hiện đại hóa năm 2004
- Guinea Xích Đạo
- Ethiopia
- Gruzia
- Ấn Độ: Không quân Ấn Độ sử dụng 119
- México: Không quân Mexico, Hải quân Mexico đã ngừng sử dụng.
- Mông Cổ
- Perú
- Sri Lanka
- Tanzania
- Ukraina
- Hoa Kỳ: Sử dụng trong Phi đội Hoạt động Đặc biệt số 6 để huấn luyện[3]

### Dân sự
Đến tháng 8-2006, tổng cộng có 56 chiếc Antonov An-32 hiện đang hoạt động trong các công ty hàng không Các hãng sử dụng chính bao gồm: Air Pass (4), Alada (3), Libyan Arab Air Cargo (4), Million Air Charter (3), AERCARIBE LTDA (2), Trans-Charter (3) và Selva (4). Khoảng 29 hãng khác cũng đang sử dụng một số lượng nhỏ loại máy bay này.

## Thông số kỹ thuật (An-32)
{Jane's All The World's Aircraft 1988-89}

### Đặc điểm riêng
- Phi đoàn: 3
- Sức chứa: 42 hành khách/50 hành khách/24 thương binh với 36 bác sĩ
- Chiều dài: 23.78 m (78 ft 0¾ in)
- Sải cánh: 29.20 m (95 ft 9½ in)
- Chiều cao: 8.75m (28 ft 8½ in)
- Diện tích cánh: 75 m² (807 ft²)
- Trọng lượng rỗng: 16.800 kg (37.038 lb)
- Trọng lượng cất cánh: 24.500 kg
- Trọng lượng cất cánh tối đa: 27.000 kg (59.525 lb)
- Động cơ: 2× động cơ phản lực ZMKB Progress AI-20DM, 3.812 kW (5.112 ehp) mỗi chiếc

### Hiệu suất bay
- Vận tốc cực đại: 540 km/h (286 knots, 329 mph)
- Vận tốc hành trình: 480 km/h (254 knots, 292 mph)
- Tầm bay: 2.500 km (1.350 nm, 1.553 mi)
- Trần bay: 9.500 m (31.165 ft)
- Vận tốc lên cao: 640 m/s (ft/min)
- Lực nâng của cánh: n/a
- Lực đẩy/trọng lượng: n/a

## Nội dung liên quan

### Máy bay có cùng sự phát triển
- Antonov An-24
- Antonov An-26

### Trình tự thiết kế
An-26 -
An-28 -
An-30 -
An-32 -
An-38 - 
An-70 - 
An-71